# Boven (album)
Boven is het derde studioalbum van BLØF en werd uitgebracht in 1999.
Het album werd opgenomen in Brussel en geproduceerd door Ronald Vanhuffel en Peter Bauwens. Boven kwam eind maart 1999 uit en stond in totaal 81 weken genoteerd in de Nederlandse Album Top 100, met de tweede plaats als hoogste positie. In 2001 bereikte het album in Nederland de status van dubbelplatina.
Van het album werden gedurende 1999 vier singles uitgebracht: Harder dan ik hebben kan, Niets dan dit, Zaterdag en Een dag op de grens. In de Nederlandse Top 40 werd alleen het eerstgenoemde nummer een hit.

## Nummers
Bandleden:

Paskal Jakobsen · Peter Slager · Bas Kennis · Norman Bonink (voormalig: Henk Tjoonk, Chris Götte)

Discografie: